# Becky Ann Baker

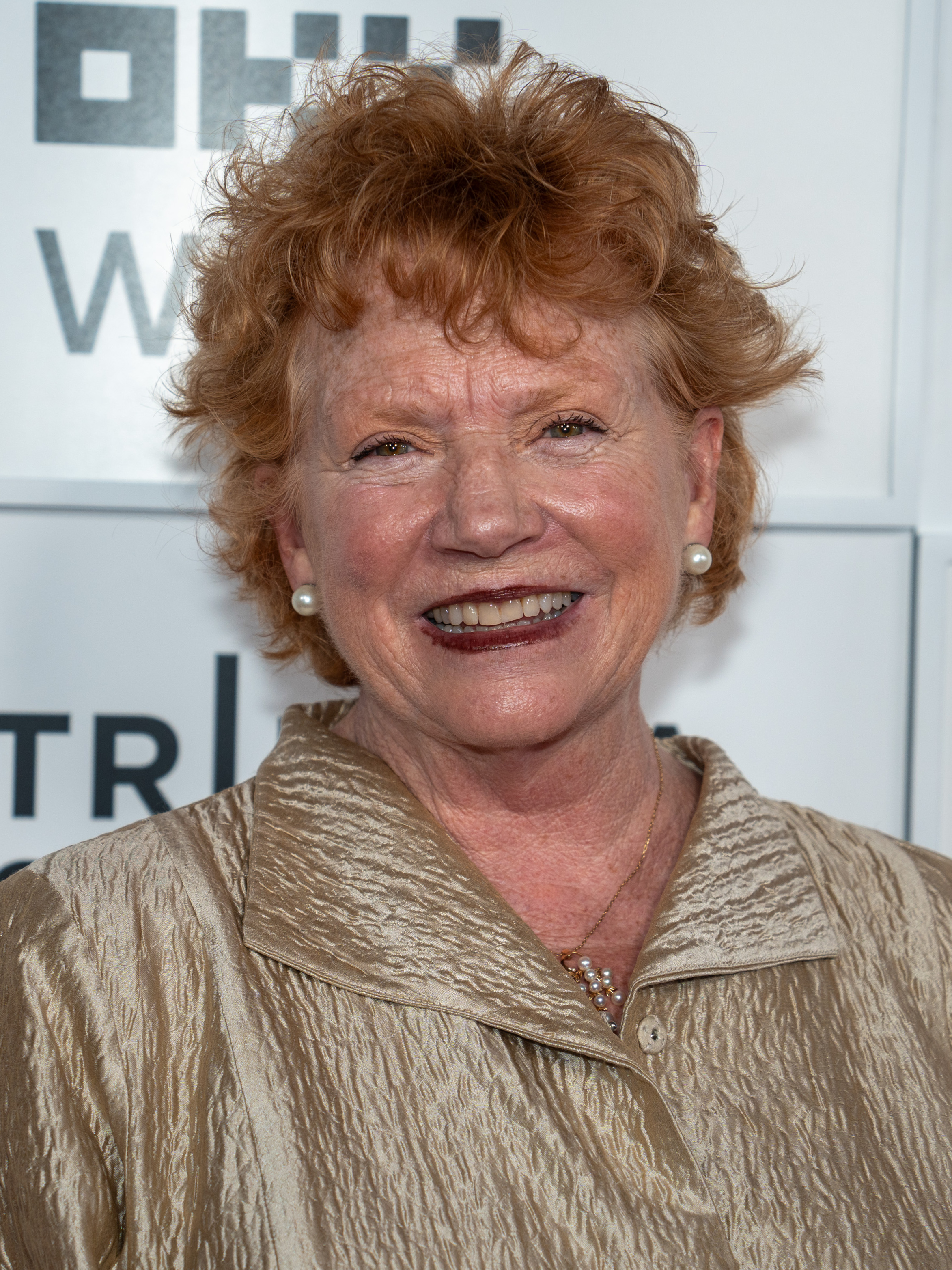
Becky Ann Baker (2025)

Becky Ann Baker (eigentlich Becky Gelke; * 17. Februar 1953 in Fort Knox, Kentucky) ist eine US-amerikanische Schauspielerin.

## Leben
Baker hatte 1981 ihr Broadway-Debüt in der Produktion Das schönste Freudenhaus in Texas und bekam 1994 den Drama-Logue Award für ihre Arbeit an Night and Her Stars.
Ihre erste Rolle im Film spielte sie in Der Protector im Jahr 1985. Weitere Filme, in denen sie auftrat, sind unter anderem Die Trottel vom Texas-Grill (1988), Sabrina (1995), Sam Raimis Ein einfacher Plan (1998) für den sie eine Blockbuster Entertainment Award-Nominierung bekam, The Confession – Das Geständnis (1999), Gretchen (2006), Tod eines Präsidenten (2006), Spinning Into Butter (2008) und Das Lächeln der Sterne (2008).
Sie spielte auch in verschiedenen Serien mit, wie etwa in Stephen Kings Sturm des Jahrhunderts (1999), Voll daneben, voll im Leben (1999–2000), Life as We Know It (2004–2005), Law & Order (2002–2005), All My Children (2007) und Kings (2009), in der auch ihr Ehemann Dylan Baker spielt. Für ihre Rolle Loreen Horvath, die sie von 2012 bis 2017 in der Comedy-Fernsehserie Girls spielte, erhielt sie etliche Nominierungen für verschiedene Auszeichnungen, darunter auch eine für den Primetime Emmy Award.
Baker ist seit Mitte der 1990er Jahre mit dem Schauspieler Dylan Baker verheiratet. Sie haben eine Tochter, welche 1993 geboren wurde.

## Filmografie (Auswahl)

### Filme
- 1985: Der Protector (The Protector)
- 1986: Deadhunter
- 1988: Die Trottel vom Texas-Grill (Full Moon in Blue Water)
- 1988: FBI: Mörder (In the Line of Duty: The FBI Murders, Fernsehfilm)
- 1990: Blue Steel
- 1990: Komm und sieh das Paradies (Come See the Paradise)
- 1990: Eine erniedrigte Frau (She Said No, Fernsehfilm)
- 1990: Jacob’s Ladder – In der Gewalt des Jenseits (Jacob's Ladder)
- 1992: Sexy Sheryl – Ein heißer Sommer (That Night)
- 1992: Lorenzos Öl (Lorenzo's Oil)
- 1995: Entfesselte Helden (Unstrung Heroes)
- 1995: Sabrina
- 1996: White Squall – Reißende Strömung (White Squall)
- 1996: Die Belagerung von Ruby Ridge (The Siege at Ruby Ridge, Fernsehfilm)
- 1996: Ich bin nicht Rappaport (I'm Not Rappaport)
- 1997: Men in Black
- 1997: In & Out
- 1997: Bad Bosses Go to Hell (Kurzfilm)
- 1998: Celebrity – Schön. Reich. Berühmt. (Celebrity)
- 1998: Ein einfacher Plan (A Simple Plan)
- 1999: The Confession – Das Geständnis (The Confession)
- 2002: Ein Chef zum Verlieben (Two Weeks Notice)
- 2005: The Exonerated (Fernsehfilm)
- 2005: Krieg der Welten (War of the Worlds)
- 2005: Tracks (Kurzfilm)
- 2005: Stay
- 2006: The Night Listener – Der nächtliche Lauscher (The Night Listener)
- 2006: Gretchen
- 2006: Tod eines Präsidenten (Death of a President)
- 2007: Spider-Man 3
- 2008: Spinning Into Butter
- 2008: Das Lächeln der Sterne (Nights in Rodanthe)
- 2012: Wie beim ersten Mal (Hope Springs)
- 2012: The Discoverers
- 2014: 23 Blast
- 2015: The End of the Tour
- 2017: Table 19 – Liebe ist fehl am Platz (Table 19)
- 2017: Rufus (Kurzfilm)
- 2018: The Chaperone
- 2019: Safe Spaces
- 2019: On Our Way (Kurzfilm)
- 2019: We Were an Island (Kurzfilm)
- 2020: Nur die halbe Geschichte (The Half of It)
- 2020: The Chest (Kurzfilm)
- 2020: Nightfire (Kurzfilm)
- 2020: Holler
- 2022: Allein mit dir (Alone Together)
- 2023: All Happy Families
- 2024: Ein Jackpot zum Sterben! (Jackpot!)
- 2025: Our Hero, Balthazar

### Fernsehserien
- 1992: L.A. Law – Staranwälte, Tricks, Prozesse (L.A. Law, Folge 6x20)
- 1995: Frasier (Folge 3x09)
- 1996: Star Trek: Raumschiff Voyager (Star Trek: Voyager, Folge 3x07)
- 1998: Ein Pastor startet durch (Soul Man, Folge 2x22)
- 1999: Stephen Kings Sturm des Jahrhunderts (Storm of the Century, Dreiteiler)
- 1999–2000: Voll daneben, voll im Leben (Freaks and Geeks, 18 Folgen)
- 2000: Wonderland (Folge 1x01)
- 2001: Sex and the City (Folge 4x08)
- 2002: The Education of Max Bickford (eine Folge)
- 2002, 2014: Law & Order: Special Victims Unit (2 Folgen)
- 2004–2005: Life as We Know It (4 Folgen)
- 2002, 2005: Law & Order (2 Folgen)
- 2003: Oz – Hölle hinter Gittern (Oz, Folge 6x08)
- 2006: Conviction (Folge 1x08)
- 2007: All My Children (3 Folgen)
- 2009: Important Things with Demetri Martin (eine Folge)
- 2009: Kings (8 Folgen)
- 2010: The Electric Company (eine Folge)
- 2010: Mercy (Folge 1x19)
- 2010: Nurse Jackie (Folge 2x11)
- 2012: A Gifted Man (Folge 1x10)
- 2012: Smash (zwei Folgen)
- 2012–2016: Good Wife (The Good Wife, 3 Folgen)
- 2012–2017: Girls (20 Folgen)
- 2013: Person of Interest (Folge 2x17)
- 2013: Elementary (Folge 1x19)
- 2014: Mind Games (eine Folge)
- 2014: Black Box (Folge 1x11)
- 2015: Gotham (Folge 1x18)
- 2015: Madam Secretary (eine Folge)
- 2015: Last Week Tonight with John Oliver (eine Folge)
- 2016: Crisis in Six Scenes (Miniserie, 2 Folgen)
- 2017: Doubt (eine Folge)
- 2017: Unbreakable Kimmy Schmidt (eine Folge)
- 2017: The Night Shift (eine Folge)
- 2017: Navy CIS: New Orleans (eine Folge)
- 2017–2018: The Good Fight (2 Folgen)
- 2018–2019: Brockmire (4 Folgen)
- 2019: The Blacklist (6 Folgen)
- 2019: Big Little Lies (3 Folgen)
- 2019: Younger (2 Folgen)
- 2020: Little America (eine Folge)
- 2020: Manhunt (2 Folgen)
- 2020: Katy Keene (eine Folge)
- 2020: Hunters (4 Folgen)
- 2020: Council of Dads (2 Folgen)
- 2020: Little Voice (2 Folgen)
- 2020: Social Distance (eine Folge)
- 2021: New Amsterdam (5 Folgen)
- 2021: Billions (2 Folgen)
- 2023: Ted Lasso (eine Folge)
- 2024: Elsbeth (Folge 2x4)

## Auszeichnungen und Nominierungen
- 1994: Drama-Logue Award für Night and Her Stars
- 1999: Nominierung für den Blockbuster Entertainment Award als Beste Nebendarstellerin für Ein einfacher Plan
- 2012: Nominierung für den Critics Choice Television Award als beste Gastdarstellerin in einer Comedy-Serie für Girls
- 2015: Nominierung für den Critics Choice Television Award als beste Gastdarstellerin in einer Comedy-Serie für Girls
- 2017: Nominierung für den Primetime Emmy Award als beste Gastdarstellerin in einer Comedy-Serie für Girls
- 2017: Nominierung für den Gold Derby TV Award als beste Gastdarstellerin in einer Comedy-Serie für Girls
- 2017: Nominierung für den Online Film & Television Association Television Award als beste Gastdarstellerin in einer Comedy-Serie für Girls